# Boletim técnico do Instituto Agronômico do Norte
Boletim técnico do Instituto Agronômico do Norte. (abreviado Bol. Tecn. Inst. Agron. N.) fue una revista científica con ilustraciones y descripciones botánicas que fue editada en Belem. Fueron publicados 43 números desde 1943 hasta 1962. Fue reemplazada por Boletim Tecnico: Instituto de Pesquisas e Experimentacao Agropecuarias do Norte